# Vince Carter
Vincent Lamar "Vince" Carter (født 26. januar 1977 i Daytona Beach, Florida) er en amerikansk basketballspiller, som spiller i NBA-klubben Atlanta Hawks. Han har tidligere repræsenteret Toronto Raptors, Orlando Magic, New Jersey Nets, Phoenix Suns, Dallas Mavericks og Memphis Grizzlies. Carter er otte gange blevet valgt til NBA's All-star hold og blev i 1999 valgt som årets bedste rookie (førsteårsspiller).

## OL-dunk
Ved OL i Sydney i år 2000, gjorde Vince Carter sig verdenskendt da han i kampen mellem USA og Frankrig hoppede over den 2,18 meter høje franske centerspiller Frédéric Weis og dunkede bolden i kurven. Vince Carters medspiller, Jason Kidd, udtalte om dunket: "One of the best plays I've ever seen." Senere kaldte et fransk medie dunket for "le dunk de la mort", altså "dødens dunk". 

## Landshold
Carter repræsenterede i år 2000 det amerikanske landshold ved OL i Sydney og var med til at vinde guldmedaljer.

## Klubber
- 1998-2004: Toronto Raptors
- 2004-2009: New Jersey Nets
- 2009-2010: Orlando Magic
- 2010-2011: Phoenix Suns
- 2011-2014: Dallas Mavericks
- 2014-2017: Memphis Grizzlies
- 2017- : Sacramento Kings